# Mangosta nana
Les mangostes nanes (Helogale) són un gènere format per dues espècies de mangostes, principalment terrestres i insectívores, originàries de les sabanes de l'Àfrica oriental i Meridional.

## Taxonomia
- Mangosta nana de Somàlia[1] (Helogale hirtula) (Thomas, 1904) - Etiòpia, Kenya i Somàlia
- Mangosta nana africana[2] (Helogale parvula) (Sundevall, 1847) - des d'Etiòpia fins a la part septentrional de Sud-àfrica, a l'oest fins al nord de Namíbia, Angola i Camerun

## Estat de conservació
Ambdues espècies tenen una difusió molt ampla i cap d'elles no està amenaçada per les accions humanes.